# Margaret Cavendishová
Margaret Cavendishová, vévodkyně z Newcastle (1623 Colchester – 15. prosince 1673) byla anglická aristokratka, spisovatelka, básnířka, dramatička, filozofka a autorka vědeckých pojednání, která publikovala pod vlastním jménem a která jako první žena navštívila zasedání Královské společnosti.

## Život

### Původ a mládí
Narodila se v roce 1623 do zámožné rodiny Lucasů, se sídlem v bývalém opatství St John's v Colchesteru, jako nejmladší z osmi dětí. Její otec Thomas zemřel, když jí byly dva roky a do čela rodiny se dostala matka Elizabeth, která se nikdy znovu nevdala. Od dětství se toužila stát spisovatelkou, na rozdíl od bratrů se jí ale dostalo jen základního formálního vzdělání. Celý život měla problémy s pravopisem a špatně čitelným písmem, což mohlo být zapříčiněno dyslexií. Měla velmi bohatou fantazii, což se později promítlo také do jejího kreativního až výstředního stylu odívání. Její matka a nejstarší bratr John a s nimi celá rodina byli ve 30. letech obyvateli Colchesteru nenáviděni, kvůli sporům o půdu a rentu a podporu krále Karla. Na začátku občanské války proto jejich sídlo, kde byli naverbovaní roajalisté a zbraně, vyraboval a poničil dav několika tisíc místních lidí spolu s několika stovkami vojáků a přítomní členové rodiny byli odvedeni na několik nocí do vězení. Není jasné, zda byla přítomná i devatenáctiletá Margaret, tato událost však silně ovlivnila její budoucí tvorbu.
Inspirovaná zprávami o královnině vylodění a vojenském tažení severní Anglií v roce 1643 se rozhodla stát její dvorní dámou v Oxfordu. Život ve společnosti na královském dvoře, připadal ostýchavé Margaret v porovnání s domovem Lucasů ubíjející a vyvolal v ní celoživotní odpor k vysoké společnosti, který proměnila v jednu ze svých satirických her the Presence. Kvůli sílícímu nebezpečí v Oxfordu se královna Henrietta s dvořany rozhodla v dubnu 1644 odejít přes Bath do Exeteru a v červnu nakonec do Paříže, kam dorazili v listopadu. Nebezpečné cesty odvážných princezen se po této zkušenosti staly častým námětem jejích děl. Na dvoře v Paříži se cítila ještě osaměleji, protože neuměla francouzsky a málem zemřela na úplavici.
Na královském dvoře se v dubnu 1645 poprvé setkala s o 30 let starším, ovdovělým Williamem Cavendishem, markýzem z Newcastle, který se jí začal dvořit. Před válkou byl markýz Newcastle jedním z nejbohatších mužů v zemi, jeho anglický majetek byl ale kvůli jeho loajalitě králi, na jehož straně byl velitelem severní armády, zabaven parlamentaristy. To Margaret, která s Williamem sdílela romantický smysl pro hrdinství, nevadilo a na konci roku měli v Paříži skromnou svatbu. Dům Cavendishů na předměstí Paříže navštěvovali učenci v exilu jako Thomas Hobbes, William Davenant, Kenelm Digby nebo Edmund Waller a místní filozofové jako René Descartes, Pierre Gassendi, Gilles de Roberval či Marin Mersenne.
V roce 1648 rodina Cavendishů přesídlila do Antverp, kde se Margaret začala s pomocí Williama a švagra Charlese, kteří jí pomáhali porozumět latinským textům, věnovat přírodním vědám, filozofii a politologii.

### Tvůrčí činnost
V roce 1650 začala psát o všem, co jí přišlo na mysl – nových poznatcích, literatuře, vztazích, vzdělávání, postavení žen nebo náboženství. V pokračující finanční krizi se rozhodli na konci roku 1651 s Charlesem vydat do Londýna požádat parlamentaristy o pětinu z příjmu z jejich majetků, na kterou měli podle zákona právo. Žádost Margaret byla kvůli Williamově roajalismu rovnou zamítnuta, řízení s Charlesem se protáhlo, ale nakonec získal stálý příjem. V roce 1652 začala psát poezii, protože ale považovala milostné a oslavné verše za překonané, a chtěla grandióznější námět, vycházela z filozofických básní řeckého atomismu, pro které vytvořila vlastní chápání fyzického světa. Atomistickou teorii později opustila ve prospěch nové filozofie přírody, založené na myšlence oživené a rozumem nadané hmoty, která má dvě složky: oduševnělou a neoduševnělou. Z nich vzniká celistvý organismus rozmanitých forem. Rozlišuje mezi třemi druhy hmoty – racionální, citlivou a neživou. Předpokládá, že všechny tři jsou tak úzce propojené, že neexistuje oblast hmoty, která by nevykazovala alespoň nějakou mentalitu a vnímání. Během svého života napsala 21 knih. Kromě spisů o přírodní filozofii napsala i několik her a sbírek básní. Pohybovala se v mnoha žánrech, včetně poezie, beletrie, dramatu, dopisů, biografie, vědy a dokonce sci-fi. Na rozdíl od většiny žen své doby, které psaly anonymně, svá díla publikovala pod svým jménem. Zabývala se v nich často problematikou žen, ale nebyla vyloženě feministickou autorkou. Dá se říci, že Margaret Cavendishová byla feministka spíš svými skutky a způsobem života, než svým psaným projevem. Svými současníky byla považována za poněkud výstřední. Byla extravagantní a koketní, byla známá svým neobvyklým smyslem pro módu, navrhovala si vlastní oblečení. Tato pověst jí přinesla přezdívku Mad Madge.
V 50. letech 17. století se stalo pro ženy mnohem přijatelnější vydávat tištěná díla, přesto se markýza z Newcastle obávala skandálu a svá díla opatřila předmluvou, kde oponovala předpokládané kritice. Kniha poezie Poems and Fancies z roku 1653 vzbudila zájem mezi londýnskou vyšší společností, která byla obeznámena s osudem Cavendishů. Na jaře 1653 se vrátila za Williamem do Antverp, který podporoval její další tvůrčí činnost a odeslal kopie Poems and Fancies několika učencům. Edward Hyde toto dílo chválil, silně ale pochyboval, že jej opravdu napsala žena, což byl ohlas podobný těm z Londýna. Po návštěvě Kristiny Švédské do Antverp v roce 1655 začala Margaret Cavendishová psát příběhy o ambiciózních ženách. Její Nature's Pictures z roku 1656 jsou sbírkou fikce obsahující bajky, komedie, satiry, alegorie a neobvykle také autobiografii. V tomto období začala psát divadelní hry, protože ale byla divadla v Anglii zavřená, psala je s tím, že budou spíše čteny než předváděny, díky čemuž nemusela brát ohled na logistiku divadelního představení a vytvářela hry s několika paralelními dějovými liniemi. Její hry obsahují části napsané Williamem, především prology a epilogy.

### Návrat do Anglie

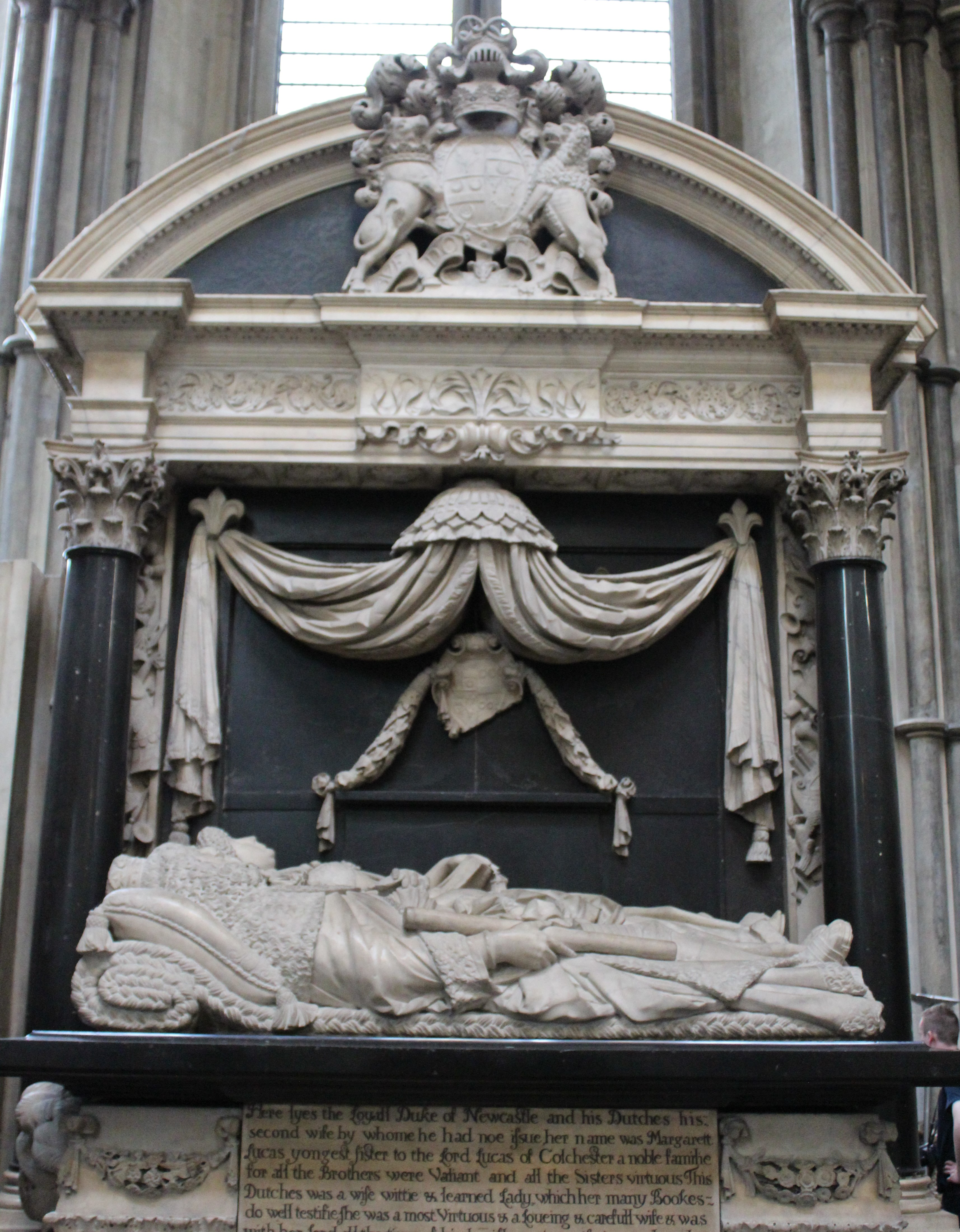
Náhrobek manželů Cavendishových ve Westminsterském opatství

V roce 1660 proběhla restaurace a William a po něm i Margaret se vrátili do Londýna na dvůr Karla II. a později na zpustlé panské sídlo Welbeck Abbey nedaleko Nottinghamu. Její první dílo vydané po návratu do Welbecku byly v roce 1662 hry napsané v exilu. Po nich následovala sbírka proslovů Orations of Divers Sorts. S větší dostupností anglicky psané vědecké literatury v 60. letech 17. století začala být nespokojená se svým The Philosophical and Physical opinions z roku 1655 a začala s přepisováním. Druhá, mnohem delší edice vyšla v roce 1663. O rok později vydala sbírku CCXI Sociable Letters, která obsahovala dopisy její fiktivní přítelkyni a několika skutečným lidem. Její The Description of a New World, Called the Blazing World z roku 1666 je satirický román s prvky filozofie, fantastiky, science fiction a utopie o návštěvě jiného světa.
Při jedné z návštěv Londýna v roce 1667 vyjádřila Margaret, nyní vévodkyně z Newcastle, zájem navštívit Královskou společnost, která do té doby zatím nehostila ženu. O kontroverzním návrhu se hlasovalo v její prospěch a 30. května 1667 navštívila zasedání společnosti, kde jí byla členy předvedena řada vědeckých experimentů.
Proslula jako jedna z prvních ochránců zvířat a vystupovala proti pokusům na zvířatech. Podle jejího názoru všichni živí tvorové jsou schopni myšlení, i když různého charakteru.
Poslední roky života Margaret Cavendishové byly poznamenány spory s dětmi jejího manžela a křivými obviněními ze strany služebnictva. Zemřela bezdětná z neznámých příčin 15. prosince 1673, pochována byla ve Westminsterském opatství, kde se k ní o tři roky později připojil manžel William.